# فرودگاه کیپ پالماس
فرودگاه کیپ پالماس (به انگلیسی: Cape Palmas Airport) یک فرودگاه با کد یاتا CPA است. این فرودگاه در کشور لیبریا قرار دارد.